# Salvinia auriculata
Salvinia auriculata Aubl., conhecido popularmente como mururé-carrapatinho, orelha-de-onça e salvínia, é uma planta aquática flutuante livre, pteridófita, da família Salviniaceae, presente na América, de Cuba ao Paraguai, e abundante no Pantanal. Possui folhas ovaladas, de 2,5 por 2 centímetros, cheias de pelos que repelem a água. As raízes (na verdade, folhas modificadas) saem de uma estrutura em formato de âncora, abaixo das folhas, que se comportam como esponja, segurando água e sedimentos. Entre as raízes, há esporocarpos com pedúnculo de cerca de um centímetro, onde ficam os esporos.

## Etimologia
"Mururé" originou-se do tupi muru'ré. "Carrapatinho" é uma alusão ao formato de suas folhas, semelhantes ao carrapato, bem como ao seu comportamento de se prender a qualquer detrito sobre a água. O formato de suas folhas também motivou a denominação "orelha-de-onça".

## Habitat
- Encontrada no lago do Parque Natural Municipal do Guairacá. Curitiba, março/2014.

## Características
A orelha-de-onça é uma planta ornamental, podendo ser usada em jardins aquáticos e aquários. Ela propaga-se rapidamente, sendo pioneira na sucessão biológica em corpos d'água após a seca ou em locais perturbados pelo homem. Suas raízes servem de habitat para animais aquáticos e abrigo e local de desova de alevinos e larvas de peixes.
Em inglês, é conhecida como water fern ("samambaia d'água") e, em espanhol, como oreja de ratón ou voy contigo.